# Robin Devos
Robin Devos, né le 17 avril 1994 à Malle en Flandre, est un pongiste belge.

## Biographie
Robin Devos naît dans une fratrie de quatre frères et sœurs jouant tous au tennis de table. Son petit frère Laurens a notamment remporté deux médailles d'or aux Jeux paralympiques en classe 9.
Robin Devos commence le tennis de table vers l'âge de neuf ans. Il gravit vite les échelons et obtient son premier classement A (A20) à l'âge de seize ans. Lors de la saison 2016-2017, il est classé A1 (meilleur joueur de Belgique). Il est sélectionné pour les Championnats du monde de tennis de table par équipes avec la Belgique pour la première fois en 2016 où ils vont terminer à la 29e place. Devos va notamment gagner un match face à Hugo Calderano, 58e joueur mondial à l'époque. Devos y participe également en 2018. la Belgique termine 17e et il gagne face au Russe Kirill Skachkov, 57e mondial.
En 2018, il remporte le championnat de Belgique en double avec Cedric Nuytinck à Louvain-la-Neuve. Il obtient son meilleur classement mondial en septembre 2019 en étant 90e.

## Palmarès
2009
- Champion de Belgique cadet en double avec Lynn Crauwels

2011
- Champion de Belgique junior en double avec Lauren Enghien
- Troisième aux Championnats d'Europe junior en équipe avec la Belgique

2012
- Champion de Belgique junior
- Champion de Belgique junior en double avec Robin De Clercq

2013
- Finaliste de l'Open du Maroc à Rabat

2015
- Vainqueur de l'Open des Philippines en double avec Cedric Nuytinck dans la Baie de Subic
- Finaliste de l'Open du Koweït des moins de 21 ans à Kuwait City

2016
- Devient le meilleur joueur de Belgique (A1) pour la première fois

2017
- Finaliste de l'Open de Belgique en double avec Cedric Nuytinck à Le Coq

2018
- Champion de Belgique en double avec Cedric Nuytinck à Louvain-la-Neuve
- Vainqueur du championnat d'Autriche avec le SPG Walter Wels (de)

2019
- Vice-champion de Belgique à Anvers
- Vice-champion de Belgique en double avec Laurens Devos à Anvers
- Obtient son meilleur classement mondial (90e)